# Beisebol nos Jogos Olímpicos de Verão de 2000
O torneio de beisebol nos Jogos Olímpicos de Verão de 2000 foi realizado em Sydney, na Austrália. Oito equipes masculinas diputaram a medalha de ouro, ganha pela equipe dos Estados Unidos.
Pela primeira vez, o torneio de beisebol foi aberto para jogadores profissionais nos Jogos Olímpicos.

## Medalhistas
| Medalha de ouro | Medalha de prata | Medalha de bronze |
| USA Estados Unidos Brent Abernathy Kurt Ainsworth Pat Borders Sean Burroughs John Cotton Travis Dawkins Adam Everett Ryan Franklin Chris George Shane Heams Marcus Jensen Mike Kinkade Rick Krivda Doug Mientkiewicz Mike Neill Roy Oswalt Jon Rauch Anthony Sanders Bobby Seay Ben Sheets Brad Wilkerson Todd Williams Ernie Young Tim Young | CUB Cuba Omar Ajete Yovany Aragón Miguel Caldés Danel Castro José Contreras Yobal Dueñas Yasser Gómez José Ibar Orestes Kindelán Pedro Luis Lazo Omar Linares Oscar Macías Juan Manrique Javier Méndez Rolando Meriño Germán Mesa Antonio Pacheco Ariel Pestano Gabriel Pierre Maels Rodríguez Antonio Scull Luis Ulacia Lázaro Valle Norge Luis Vera | KOR Coreia do Sul Jang Sung-ho Chong Tae-hyon Chung Min-tae Jung Soo-keun Hong Sung-heon Jin Pil-jung Kim Dong-joo Kim Han-soo Kim Ki-tae Kim Soo-kyung Kim Tae-gyun Koo Dae-sung Lee Byung-kyu Lee Seung-ho Lee Seung-yuop Lim Chang-yong Lim Sun-dong Park Jae-hong Park Jin-man Park Jong-ho Park Kyung-oan Park Seok-jin Son Min-han Song Jin-woo |

## Primeira fase

### Grupo único
| Equipe         | J | V | D | BP | BC | Pct. |
| -------------- | - | - | - | -- | -- | ---- |
| Cuba           | 7 | 6 | 1 | 49 | 17 | .857 |
| Estados Unidos | 7 | 6 | 1 | 49 | 13 | .857 |
| Coreia do Sul  | 7 | 4 | 3 | 43 | 23 | .571 |
| Japão          | 7 | 4 | 3 | 42 | 22 | .571 |
| Países Baixos  | 7 | 3 | 4 | 17 | 29 | .428 |
| Austrália      | 7 | 2 | 5 | 30 | 36 | .285 |
| Itália         | 7 | 2 | 5 | 33 | 43 | .285 |
| África do Sul  | 7 | 1 | 6 | 11 | 73 | .142 |

| 17 de setembro |       |                | |
| Cuba           | 16*–0 | África do Sul  | Partida encerrada por Run Difference Rule (depois da 7ª entrada, uma equipe abrir vantagem de 10 corridas ou mais) |
| Japão          | 2–4   | Estados Unidos | |
| Coreia do Sul  | 10–2  | Itália         | |
| Austrália      | 4–6   | Países Baixos  | |
| 18 de setembro |       |                | |
| Cuba           | 13–5  | Itália         | |
| Coreia do Sul  | 3–5   | Austrália      | |
| Estados Unidos | 11–1  | África do Sul  | |
| Japão          | 5–4   | Países Baixos  | |
| 19 de setembro |       |                | |
| Itália         | 13–0  | África do Sul  | |
| Japão          | 7–3   | Austrália      | |
| Estados Unidos | 6–2   | Países Baixos  | |
| Cuba           | 6–5   | Coreia do Sul  | |
| 20 de setembro |       |                | |
| Japão          | 6–1   | Itália         | |
| Países Baixos  | 4–2   | Cuba           | |
| Austrália      | 10–4  | África do Sul  | |
| Estados Unidos | 4–0   | Coreia do Sul  | |
| 22 de setembro |       |                | |
| Coreia do Sul  | 2–0   | Países Baixos  | |
| Cuba           | 1–0   | Austrália      | |
| Japão          | 8–0   | África do Sul  | |
| Estados Unidos | 4–2   | Itália         | |
| 23 de setembro |       |                | |
| África do Sul  | 3–2   | Países Baixos  | |
| Coreia do Sul  | 8–7   | Japão          | |
| Itália         | 8–7   | Austrália      | |
| Cuba           | 5–1   | Estados Unidos | |
| 24 de setembro |       |                | |
| Países Baixos  | 3–2   | Itália         | |
| Coreia do Sul  | 13–3  | África do Sul  | |
| Cuba           | 6–2   | Japão          | |
| Estados Unidos | 12–1  | Austrália      | |

## Semifinal
| 26 de setembro |     |               |
| Cuba           | 3–0 | Japão         |
| Estados Unidos | 3–2 | Coreia do Sul |

## Disputa pelo bronze
| 27 de setembro |     |               |
| Japão          | 1–3 | Coreia do Sul |

## Final
| 27 de setembro |     |      |
| Estados Unidos | 4–0 | Cuba |